# Ассиньон, Лоренц
Лоре́нц Ассиньо́н (фр. Lorenz Assignon; род. 22 июня 2000, Грас) — французский футболист, полузащитник клуба «Штутгарт».

## Карьера
Воспитанник клуба «Ренн». Отправлялся в аренду в клуб «Бастия» в 2021 году.

### «Ренн»
Дебютировал за клуб в квалификации Лиги конференций УЕФА в 2021 году. Вышел на поле в ответном матче против «Русенборга», заменив Амари Траоре на 82-й минуте. Также выходил на поле в матчах группового этапа. В Лиге 1 дебютировал в матче против «Реймса». В Кубке Франции дебют состоялся в матче с «Лорьяном».